# دزدها (فیلم ۱۹۷۷)
دزدها (انگلیسی: Thieves) یک فیلم به کارگردانی جان بری است که در سال ۱۹۷۷ منتشر شد.